# Síntoma de Abadie
El síntoma de Abadie puede ser provocado durante el examen clínico. Pellizcando, o aplicando una presión firme, el tendón de Aquiles no da lugar a dolor en la tabes dorsal. Esto se debe a que la sensación de profundo dolor se ha suprimido.
Es nombrado por Joseph Louis Irenée Jean Abadie, un neurólogo francés.